# Jindřich Vilém III. Haugwitz
Hrabě Jindřich Vilém III. z Haugvic či též z Haugwitz (německy Heinrich Wilhelm von Haugwitz, 30. května 1770 Náměšť nad Oslavou – 19. května 1842 tamtéž) byl český šlechtic z rodu Haugviců. Byl činný jako hudebník a podnikatel.  

## Život

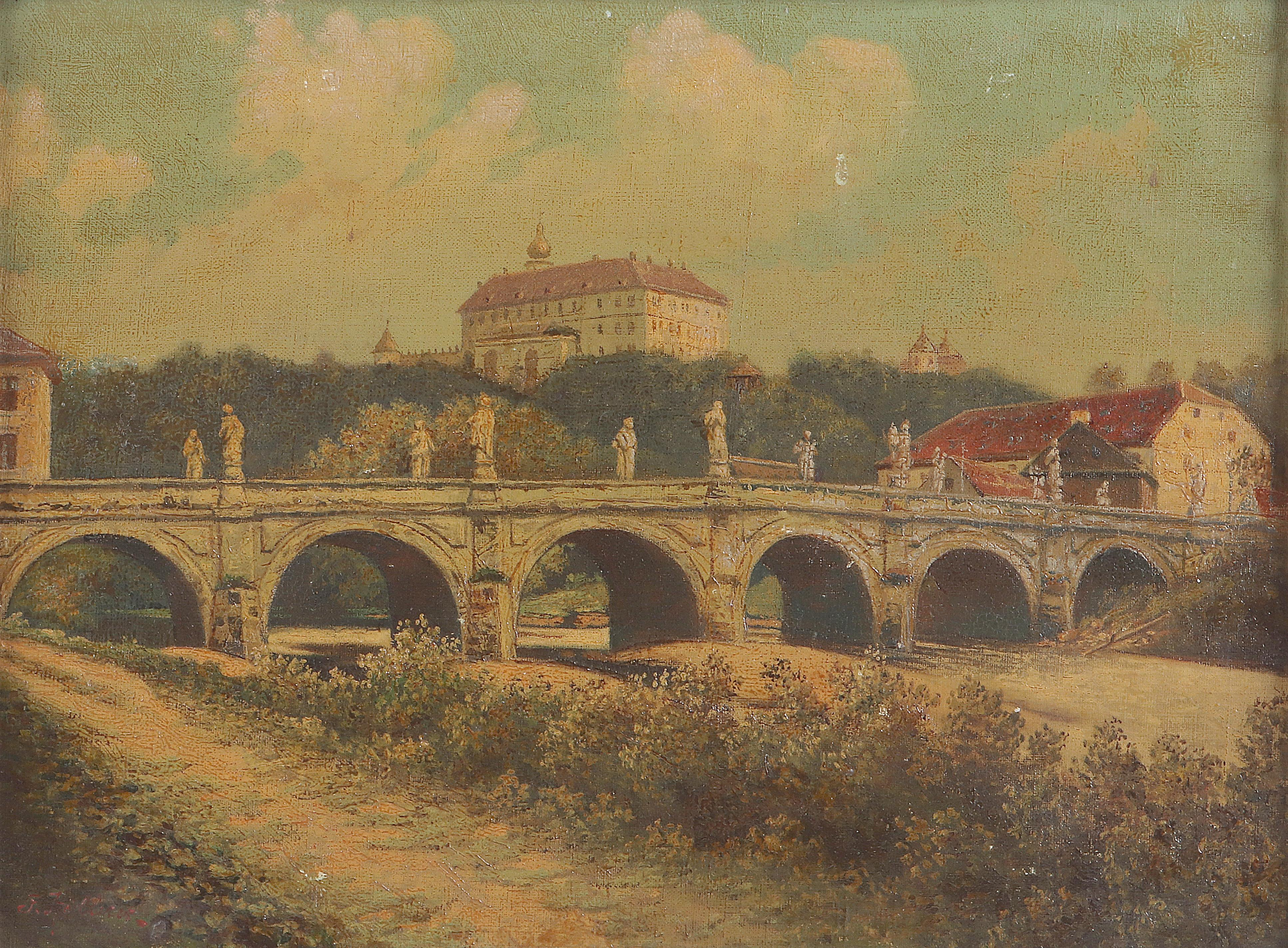
Náměšť nad Oslavou kolem roku 1900

Narodil se jako prvorozený syn generála Karla Viléma I. z Haugvic na zámku v Náměšti nad Oslavou a v roce 1791 převzal po otci správu rodového majetku. 
Jindřich Vilém v letech 1784–1788 studoval ve Vídni a zde získal hudební průpravu u houslisty Františka Kreibicha (1728–1797). 
Věnoval se chovu hospodářských zvířat a roku 1795 založil v bývalém kapucínském klášteře v Náměšti nad Oslavou továrnu na sukno. Ve stejném roce zakoupil ve Vídni Neuberský dvůr. V roce 1797 zakoupil panství Osová. V roce 1812 nechal opravit v Náměšti nad Oslavou kamenný most. Na zámku v Náměšti založil v roce 1880 orchestr, který působil až do jeho smrti, kdy byl jeho synem rozpuštěn. Přátelil se se skladatelem Antonio Salierim.
Hrabě Jindřich Vilém III. z Haugvic zemřel roku 1842 v Náměšti a byl pohřben do rodové hrobky Haugviců z roku 1825, kterou zde nechal vybudovat.

### Manželství a potomstvo
Jindřich Vilém z Haugvic byl ženatý s Annou Žofií z Friesu. Manželé měli syna Karla Viléma (1797–1874) a dvě dcery, Žofii a Henrietu.